# Willem van Ravesteyn
Willem van Ravesteyn  (Rotterdam, 15 oktober 1876 – Rotterdam, 10 juni 1970) was een Nederlands socialistisch, later tot 1926 communistisch politicus en schrijver en lid van de Tweede Kamer. Trouwde op 8 september 1910 met Johanna Wismeijer, met wie hij een zoon kreeg.
Was bevriend met David Wijnkoop en werd bij het zogenoemde Deventer Congres uit de SDAP geroyeerd. Stond daarna mede aan de wieg van de SDP en was van 1916-1925 hoofdredacteur van De Tribune en van 1918-1925 lid van de Tweede Kamer. Van 1919 tot 1927 lid van de gemeenteraad van Rotterdam. In 1926 werd hij uit de CPH (de voorloper van de CPN) gestoten. In 1927 trok hij zich uit het actieve politieke leven terug en werd tot zijn pensionering in 1941 conservator van de Gemeentebibliotheek van Rotterdam. Hij vertaalde onder andere werk van Honoré de Balzac.

## Publicaties
- Onderzoekingen over de economische en sociale ontwikkeling van Amsterdam gedurende de 16de en het eerste kwart der 17e eeuw (proefschrift, 1906).
- De Wereldoorlog (1918).
- Herman Gorter (1928).
- Het socialisme aan den vooravond van den Wereldoorlog (2 dln. 1933-1939; gevolgd door een deel in 1960).
- De wording van het communisme in Nederland (1948).
- 'Satyre uit smart', inleiding in: Jonathan Swift, Gullivers reizen. Een avonturenboek voor grote mensen (Ned. vert. Mr. S. Davids, 1971), blz. V-XII.